# Distrito de Viraco
El distrito de Viraco es uno de los catorce que conforman la provincia de Castilla, ubicada en el departamento de Arequipa, en el Sur del Perú.
Desde el punto de vista jerárquico de la Iglesia católica forma parte de la Prelatura de Chuquibamba en la Arquidiócesis de Arequipa.

## Historia
El pueblo de Viraco es uno de los más antiguos del Perú, su ocupación humana se remonta a la época inca y preinca. Estuvo poblado por los chilpacas, achamascas y cobaybas. El Inca Garcilaso de la Vega en sus Comentarios Reales, describe que durante el Tahuantinsuyo, el pueblo pertenecía a la provincia de Aruni (Contisuyo) y que existía en la zona el Oráculo la Coropuna en alusión al nevado ubicado frente al pueblo. Tal como era habitual en la organización política de los Incas, el pueblo de Viraco se dividía en dos sectores, Anansayoc y Urinsayoc, que correspondía al norte y sur, respectivamente.
Con la conquista del Perú, en 1534 Francisco Pizarro otorgó el pueblo como encomienda a Miguel Bonfild, quien nunca pudo llegar al pueblo ni asumir su posesión, pues ni siquiera estaban fundadas las ciudades de Camaná y Arequipa. No obstante, el 22 de enero de 1540, en la ciudad del Cusco, Franciso Pizarro concede, en definitiva, a Hernando de Silva la encomienda de Viraco, siendo líder étnico del pueblo el cacique Chaumuccllo. Hernando de Silva toma posesión de la encomienda el 21 de junio de 1540 en la villa de Camaná. Luego, en 1578, el pueblo será encomendado a Fernando Cárdenas.
Durante la rebelión del Cuzco de 1814 encabezada por el cacique Mateo Pumacahua y los hermanos Angulo contra el orden colonial, los pueblos de Viraco, Andagua y Uraca figuran entre las provincias altas de Arequipa que se unieron al movimiento independentista, inclusive los insurgentes nombraron cacique de Viraco a Apolinario Quepi.
Durante la república, el distrito fue creado en 1825, en el gobierno de Simón Bolívar, luego es anexado a la recién creada Provincia de Castilla en 1857. En 1906 el pueblo de Viraco es elevado a la categoría de "villa".

## Arte rupestre
En el sector de Capellán se encuentra un singular petroglifo zoomorfo con contorno orientado y coincidente con el perfil de los cerros dominantes de la zona, lo que equivale a geografía sacralizada, es decir, el tallado de rocas en estrecha asociación física y simbólica con elementos topográficos como parte de cultos de fertilidad y suministro de agua
En los sectores de Quian-Jollpa y los abrigos rocosos de Muyurina se encuentran lajas de predominante color rojo con representaciones zoomorfas y antropomorfas. El origen cronológico aún no ha sido precisado.

## Geografía

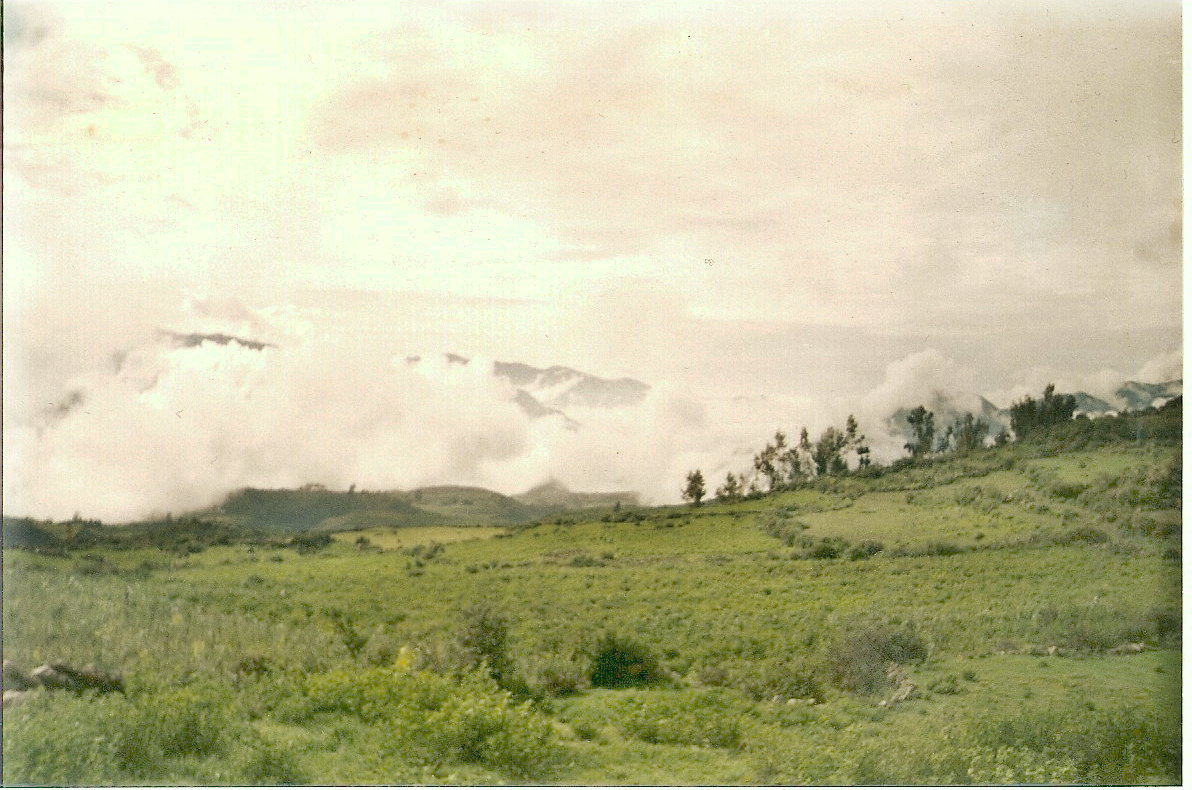
Campos en Viraco.

Forma parte de la comarca de Castilla Media, ubicada entre los 2 000 y los 3000 m s. n. m. y caracterizada por una geografía accidentada con terrenos aprovechables para la agricultura, formados por valles semi-planos creados por el violento declive de la cordillera de los Andes y la erosión de los ríos. En los valles interandinos se aprecian terrazas, andenerías, con vertientes de agua que dan inicio a ríos, lugares que cuentan con llanuras de corta extensión adecuadas para la agricultura y ganadería, regadas por las aguas de los deshielos del nevado Coropuna. El pueblo de Viraco se halla situado a las faldas del nevado Coropuna a 3 215 m s. n. m.

## Centros poblados
Viraco, Pilcuy, Yaso, Areccocha, Costuro, Rituy, Huami, Pampachacra,
Turpayto, Unro y Pucapuca.
Centro urbano que sirve de enlace entre la parte alta y baja de la provincia, así cono organiza el sector medio.
Su desarrollo urbano se encuentra limitado por la topografía, ubicándose en la parte alta del valle.
Brinda servicios a las localidades de los distritos de Machaguay, Tipán y Uñón.

## Autoridades

### Municipales
- 2019 - 2022[7]
  - Alcalde: Juan Mariano Vizcardo Tejeda, de Arequipa Transformación.
  - Regidores:

  1. Jorge Gerardo Yaulli Díaz (Arequipa Transformación)
  2. Filomena Juana Vargas Afata (Arequipa Transformación)
  3. Justino Domingo Castro Huamaní (Arequipa Transformación)
  4. Karyn Evita Quispe Castro (Arequipa Transformación)
  5. Jainor Lucio Huamaní Huamaní (Acción Popular)

Alcaldes anteriores
- 2011-2014:[8] Juan Mariano Vizcardo Tejeda

- 2007-2010: Nazario Zenón Yaulli Neira.

## Festividades
La fiesta principal es la Fiesta patronal de Santa Úrsula, "la santa del sombrero", que se celebra del 20 al 24 de octubre. El día del despacho destaca por la pelea de gallos y la corrida de toros.

## Turismo
También cuenta con lugares turísticos como los baños termales de Jollpa que se encuentra en el trayecto de Viraco a Machaguay. Otro atractivo es la catarata de Turuy, ubicada en el anexo de Areccocha.
Viraco también se caracteriza por sus tradicionales carnavales donde destacan las festividades de los equipos deportivos más importantes del pueblo (Sport Boys, Alianza, Obrero y Huampo). Los hinchas de cada equipo se disfrazan de un modo muy simpático y peculiar mostrando siempre alegría y jolgorio.
Viraco cuenta con todas los servicios requeridos, luz eléctrica, conexión a Internet y servicio telefónico tanto fijo como servicio de telefonía celular.